# Furhgill Zeldenrust
Furhgill Zeldenrust (* 21. Juli 1989 in Paramaribo, Suriname) ist ein niederländischer Fußballspieler. Er ist Rechtsfüßer und im Angriff variabel einsetzbar.

## Karriere
Zeldenrust war in der Jugend für die RVV Hercules aktiv. Seine erste Station als Profi waren die Texas Dutch Lions, von denen er 2012 zum RKC Waalwijk wechselte. Dort gehörte er zunächst zum Kader der zweiten Mannschaft Jong RKC Waalwijk. Sein Debüt in der Eredivisie gab Zeldenrust am 19. August 2012, als er beim 2:2-Unentschieden gegen ADO Den Haag kurz vor Schluss der Partie für Teddy Chevalier eingewechselt wurde. In der Saison 2012/13 absolvierte er insgesamt sechs Einsätze für die erste Mannschaft in der höchsten niederländischen Spielklasse sowie 21 Einsätze (12 Tore) für die die zweite Mannschaft in der Beloften Eerste Divisie. Während der Saison 2013/14 war Zeldenrust an den niederländischen Zweitligisten FC Den Bosch ausgeliehen, für den er in 32 Ligaspielen neun Treffer erzielte. Im Sommer 2014 wechselte er zum deutschen Drittligisten Dynamo Dresden, wo er einen Zweijahresvertrag unterzeichnete, der jedoch nach nur einer Spielzeit aufgelöst wurde. Zeldenrust kehrte daraufhin zur Saison 2015/16 zum FC Den Bosch zurück; er unterzeichnete bei den Brabantern einen Einjahresvertrag. Für die Saison 2016/17 band er sich vertraglich an den (wie Den Bosch) Zweitligisten Helmond Sport mit Option auf eine weitere Spielzeit. Im Winter 2019 wechselte er zum Drittligisten Rijnsburgse Boys.